# Кудри, Лина
Лина Кудри (фр. Lyna Khoudri; род. 3 октября 1992, Куба, Алжир) — франко-алжирская киноактриса.

## Биография

### Ранние годы

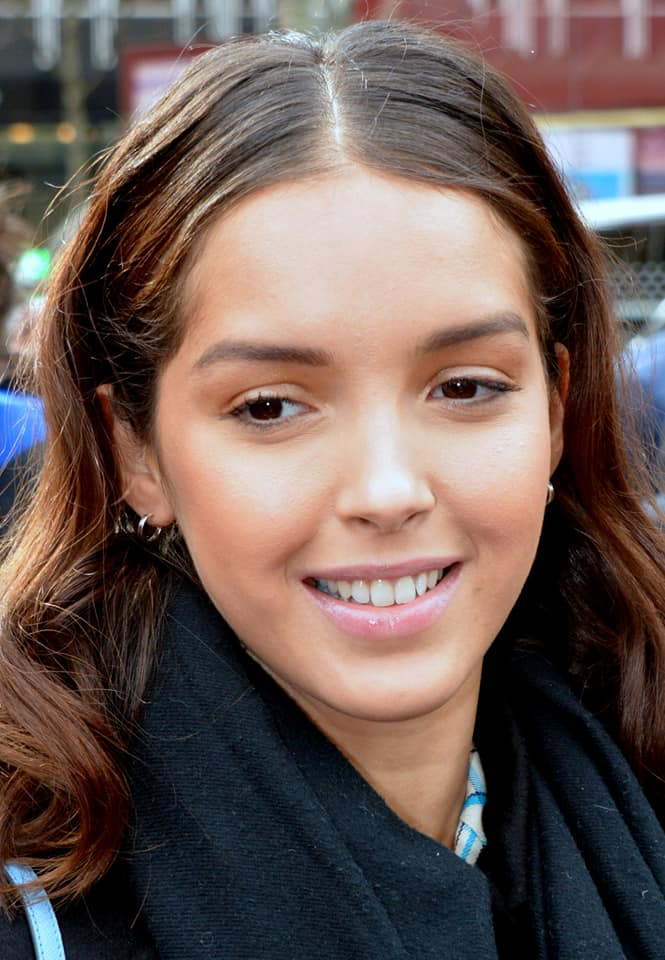
Лина Кудри в 2020 году

Лина Кудри родилась в Алжире. Её отец был журналистом на алжирском телевидении, а мать — учительницей игры на скрипке. Семья уехала из Алжира во Францию вскоре после начала гражданской войны в Алжире. В возрасте 18 лет Кудри получила французское гражданство.
Она владеет французским, арабским и английским языками.
Лина окончила один из театральных вузов Франции, получив лицензию на работу в театрах страны. Вскоре была принята в Национальный театр Страсбурга, однако через некоторое время была вынуждена отказаться от работы в театре ради съёмок в кино.

### Карьера
В 2017 году она снялась в картине режиссёра Софии Джамы «Благословлённые», съёмки в этой картине принесли ей приз за лучшую женскую роль в программе «Горизонты» на Венецианском кинофестивале 2017 года.
В фильме Уэса Андерсона «Французский вестник», снятого в 2019 году, Кудри снялась вместе с Тильдой Суинтон, Эдрианом Броуди и Тимоти Шаламе.
На Кинопремии Сезар 2020 года она получила награду как самая многообещающая актриса за роль в фильме «Лапочка», где её поддержала Марион Котийяр.
В 2020 году снялась в фильме «Гагарин», фильм посвящён жизни подростков на окраине Парижа.
В 2022 году сыграла Самию в фильме Седрика Хименеса «Шрамы Парижа», за который была номинирована на премию Сезар как лучшая актриса второго плана.
В 2023 году Кудри сыграла в монологе «Человек, который умирает», написанном и поставленном режиссером Паскалем Рамбером в театре Буфф дю Нор в Париже. Она также сыграла Констанцию Бонасье, возлюбленную Д'Артаньяна в двух французских экранизациях романа Александра Дюма, «Три мушкетёра: Д’Артаньян» и «Три мушкетёра: Миледи». В том же году она снова снялась вместе с Сивилом в романтическом триллере "Место, за которое нужно бороться", в котором она сыграла активистку-эколога.
В 2024 году она снялась в научно-фантастическом фильме «Империя» и в итало-бельгийско-американском драматическом фильме «Как играют дети», режиссёрском дебюте итало-американского режиссёра Лориса Лая.

## Фильмография
| Год  |   | Русское название             | Оригинальное название                        | Роль               |
| ---- | - | ---------------------------- | -------------------------------------------- | ------------------ |
| 2016 | ф | Балерина                     | Polina, danser sa vie                        | ученица Карла      |
| 2017 | ф | Благословлённые              | Les Bienheureux                              | Фериэль            |
| 2017 | ф | Вечеринка окончена           | La fête est finie                            | Амель              |
| 2017 | ф | Луна                         | Luna                                         | Хлоя               |
| 2019 | ф | Лапочка                      | Papicha                                      | Неджма «Лапочка»   |
| 2019 | ф | Особенные                    | Hors normes                                  | Людивин            |
| 2020 | ф | Пусть кровь нечистая…        | Qu’un sang impur…                            | Ассия Бент Ауда    |
| 2020 | ф | Гагарин                      | Gagarine                                     | Диана              |
| 2021 | ф | От кутюр                     | Haute Couture                                | Жади               |
| 2021 | ф | Французский вестник          | The French Dispatch                          | Джульетта          |
| 2021 | ф | Под чужим именем             | La Place d’une autre                         | Нели Лаборд        |
| 2022 | ф | Наши братья                  | Nos frangins                                 | Сара               |
| 2022 | ф | Шрамы Парижа                 | Novembre                                     | Самиа              |
| 2022 | ф | Хурия                        | Houria                                       | Хурия              |
| 2023 | ф | Три мушкетёра: Д’Артаньян    | Les Trois Mousquetaires: D’Artagnan          | Констанция Бонасье |
| 2023 | ф | Зона, где можно жить         | Une zone à défendre                          | Мириам             |
| 2023 | ф | Три мушкетёра: Миледи        | Les Trois Mousquetaires: Milady              | Констанция Бонасье |
| 2024 | ф | Империя                      | L’Empire                                     | Лайн               |
| 2024 | ф | Дети Газы: На волнах свободы | I bambini di Gaza — Sulle onde della libertà | Фара               |